# Tom Hayden
Thomas Emmett Hayden noto come Tom Hayden (Royal Oak, 11 dicembre 1939 – Santa Monica, 23 ottobre 2016) è stato un attivista, politico e saggista statunitense conosciuto in particolare per le sue azioni di protesta contro la guerra del Vietnam e a favore dell'integrazione degli afroamericani, ed è stato uno dei più noti attivisti statunitensi per la causa liberale.
Dal 1982 al 2000 fu parlamentare dello Stato della California.

## Biografia
I suoi genitori, Genevieve Isabelle Garity e John Francis Hayden, erano di origine irlandesi. Suo padre era un ex marine che lavorava per la Chrysler come contabile ed era anche un violento alcolista. Quando Hayden aveva 10 anni, i due divorziarono e sua madre lo crebbe da sola. Dopo le scuole primarie, Hayden frequentò la Dondero High School nel suo paese di nascita, quindi l'Università del Michigan, dove fu redattore del Michigan Daily. Nel 1961 Hayden sposò Sandra "Casey" Cason, un'attivista per i diritti civili che lavorava per lo Student Nonviolent Coordinating Committee (SNCC), il comitato per il coordinamento degli studenti non violenti : i due avrebbero divorziato nel 1965.
Hayden fu uno dei promotori del gruppo di studenti attivisti di sinistra Students for a Democratic Society (SDS) e ne fu presidente dal 1962 al 1963; in seguito si unì ai Freedom Riders nel profondo Sud degli Stati Uniti. Durante una protesta in Mississippi fu duramente picchiato, arrestato e incarcerato a Albany, in Georgia il giorno del suo ventiduesimo compleanno. Mentre era in carcere iniziò a redigere il manifesto del gruppo SDS, Port Huron Statement (dichiarazione di Port Huron) per divulgare il concetto di democrazia partecipativa. Nel 1965 visitò per la prima volta i territori di guerra nel Vietnam: trattandosi di un viaggio non autorizzato, fu costantemente tenuto d'occhio dall'FBI. Fu arrestato nuovamente per aver partecipato alle violente proteste originatesi durante il congresso del Partito Democratico del 1968 a Chicago; fu uno degli imputati del processo del "Chicago Seven", accusati di cospirazione e incitamento alla violenza.
Nel 1973 Hayden sposò l'attrice Jane Fonda. Nello stesso anno la coppia ebbe un figlio, Troy O'Donovan Garity Hayden, che sarebbe diventato attore con lo pseudonimo di Troy Garity. Fonda, che aveva già compiuto un viaggio di protesta in Vietnam nel 1972, si impegnò insieme al marito contro la guerra del Vietnam; nel 1974 i due produssero insieme a Haskell Wexler e altri il film documentario Introduction to the Enemy, che narrava i loro viaggi attraverso il Nord e il Sud del Vietnam nella primavera del 1974. Hayden e Fonda divorziarono nel 1990.
Hayden fu eletto per i democratici membro della Assemblea generale della California (1982-1992) e del Senato della California (1992-2000), e si è battuto tra l'altro per i diritti degli immigrati, dei rifugiati, degli afroamericani, dei latinoamericani. Nel gennaio 2008 Hayden rese pubblico il suo sostegno alla candidatura come presidente di Barack Obama. Nel 2016, Hayden fu rappresentante della California al comitato nazionale democratico e annunciò prima il suo sostegno a Bernie Sanders ma poi si schierò invece con Hillary Clinton. Al momento della sua morte dopo una lunga malattia, Hayden viveva a Los Angeles con la moglie Barbara Williams.

## Opere (parziale)
- The Port Huron Statement, 1962
- The Other Side, 1966
- Rebellion in Newark: Official Violence and Ghetto Response, 1967
- Trial, 1970
- The Love of Possession Is a Disease with Them, 1972
- Vietnam: The Struggle for Peace, 1972–73, 1973
- The American Future: New Visions Beyond Old Frontiers, 1980
- Reunion: A Memoir, 1988
- The Lost Gospel of the Earth: A Call for Renewing Nature, Spirit and Politics, 1996
- Irish Hunger, 1997
- Irish on the Inside: In Search of the Soul of Irish America, 2001
- Rebel: A Personal History of the 1960s, 2003
- Street Wars: Gangs and the Future of Violence, 2004
- Radical Nomad: C. Wright Mills and His Times with Contemporary Reflections by Stanley Aronowitz, Richard Flacks and Charles Lemert, 2006
- Ending the War in Iraq, 2007
- Writings for a Democratic Society: The Tom Hayden Reader, 2008
- Voices of the Chicago 8: A Generation on Trial, 2008
- The Long Sixties: From 1960 to Barack Obama, 2009
- Bring on the Iraq Syndrome: Tom Hayden in Conversation with Theodore Hamm, 2007
- Listen, Yankee!: Why Cuba Matters, 2015
- Hell No: The Forgotten Power of the Vietnam Peace Movement, 2017

## Nei media
Nel film del 2020 Il processo ai Chicago 7 viene raccontata la vicenda dei Chicago Seven, dove appare anche Hayden.